# Magistralni put 24
Die Magistralni put 24 ist eine Bundesstraße in Serbien. Sie beginnt in Batočina an der Autoput A1 und verläuft in südwestlicher Richtung über Kragujevac nach Kraljevo.
Zwischen Batočina und Kragujevac ist die Bundesstraße als Schnellstraße Brzi put 24 ausgebaut.